# Thomas Hewson Neill
Thomas Hewson Neill (né le 9 avril 1826 à Philadelphie et décédé le 12 mars 1885 à Philadelphie), originaire de Pennsylvanie,  est un général de la guerre de Sécession, servant dans l'armée du Potomac au cours de quelques-unes de ses campagnes les plus importantes.

## Avant la guerre
Neill naît à Philadelphie le 9 avril 1826. Scolarisé dans les écoles locales, il va à l'université de Pennsylvanie avant d'entrer à l'académie militaire de West Point dans l'État de New York. Il est diplômé vingt-septième de sa promotion de 38 cadets en 1847,. Neill sert sur la frontière, principalement au sein du 5th U.S. Infantry, avant le déclenchement de la guerre de Sécession. 
Il enseigne aussi brièvement à West Point.  Du 26 novembre 1853 au 1er septembre 1855, il est ainsi professeur assistant dans le département de dessin avant d'être professeur assistant principal du jusqu'au 14 juillet 1857,(p52),.
Lorsque la guerre éclate, Neill est capitaine, ayant été promu le 1er avril 1857.

## Guerre de Sécession
Lorsque la guerre éclate, Neil sert dans l'état-major du département d'Annapolis et ensuite dans l'état-major du général George Cadwalader dans le département de Pennsylvanie. Il est alors promu colonel du 23rd Pennsylvania Infantry (en), qu'il commande dans la division de Darius N. Couch du IVe corps de l'armée du Potomac au cours de la campagne de la Péninsule et de la bataille des sept jours. 
Neill est blessé à la cheville lors de la bataille de Malvern Hill. Neill sert ensuite sous les ordres de Couch lors de la campagne du Maryland. Il prend le commandement d'une brigade dans la deuxième division du brigadier général Albion Howe dans le VIe corps lors de la bataille de Fredericksburg. Neill est promu brigadier général le 15 avril 1863, avec une date de prise de rang au 29 novembre 1862. 
Au cours de la campagne de Chancellorsville, la brigade de Neill mène l'avancée de la division Howe lors de la seconde bataille de Fredericksburg, aussi connue comme la seconde bataille de Marye's Heights, lorsque le VIe corps sous les ordres du major général John Sedgwick repousse la division de Jubal Early en dehors des hauteurs. Sa brigade combat aussi lors de la bataille de Salem Church. Neill a son cheval abattu sous lui au cours des combats à Scott's Ford, la porte de sortie de Sedgwick au travers de la rivière Rappahannock pour fuir les attaques confédérées convergentes.
Le VIe corps est en réserve de l'armée pendant la bataille de Gettysburg. À la fin de la bataille, la brigade de Neill est à l'extrémité du flanc droit de la ligne d'infanterie de l'armée, positionnée sur Wolf Hill. Elle est engagée dans une escarmouche contre les confédérés de la division d'Edward Johnson  sur Culp's Hill. L'avenue Neill, sur Wolf Hill, dans le parc militaire national de Gettysburg est baptisée en son honneur. Neill mène la brigade de cavalerie de John Baillie McIntosh, sa propre brigade et de l'artillerie au cours de la poursuite de l'armée confédérée vers Fairfield Gap, débutant le 5 juillet 1863. Son rapport à propos de Gettysburg insiste sur cette partie de la campagne.
Lorsque le VIe corps est réorganisé au cours de l'hiver 1863-1864, Neill est maintenu à la tête de sa brigade mais Howe est replacé par le brigadier général George W. Getty. Getty est blessé lors de la bataille de la Wilderness et Neill commande alors sa division pendant la plupart du temps de la campagne de l'Overland d'Ulysse S. Grant. Getty revient au début du siège de Petersburg, et Neill devient officier d'état-major dans le XVIIIe corps de l'armée de la James. Il sert comme inspecteur général (en) de l'état-major du major général Philip Sheridan lors des campagnes de la vallée de la Shenandoah. Il n'y a pas d'archive concernant son service au cours de la guerre de Sécession après décembre 1864. Il obtient un brevet de major général des volontaires et un brevet de brigadier général de l'armée régulière pour son service au cours de la guerre le 13 mars 1865.

## Après la guerre
Après la guerre, Neill retourne dans le service de l'armée régulière en tant que commandant dans l'infanterie. Il avait été promu à ce grade le 26 août 1863. Il devient lieutenant-colonel dans le 1st U.S. Infantry le 22 février 1869. Neill devient commandant de cavalerie, menant le 6th U.S. Cavalry début 1879, lorsqu'il est promu colonel.
Il est aussi commandant des cadets à West Point pendant quatre ans. Neill set au Texas avant de prendre sa retraite pour invalidité en 1883. Neill meurt à Philadelphie le 12 mars 1885. Il est enterré à West Point.